# Terror auf Rutia-Vier
Terror auf Rutia-Vier (Originaltitel: The High Ground) ist die zwölfte Folge der dritten Staffel der US-amerikanischen Science-Fiction-Fernsehserie Raumschiff Enterprise – Das nächste Jahrhundert. Sie wurde in den Vereinigten Staaten über Syndication vermarktet und erstmals am 29. Januar 1990 auf verschiedenen Fernsehsendern ausgestrahlt. In Deutschland war sie zum ersten Mal am 9. Oktober 1992 in einer synchronisierten Fassung im ZDF zu sehen.

## Handlung
Im Jahr 2366 bei Sternzeit 43510.7 besucht die Enterprise den Planeten Rutia IV, um dort medizinische Güter abzuliefern. Seit einer Weile leidet der Planet unter Terroranschlägen von Ansata-Terroristen, die Autonomie und Selbstbestimmung für ihre Heimat auf dem westlichen Kontinent fordern. Während des Besuchs eines Außenteams explodiert eine Bombe. Schiffsärztin Beverly Crusher will sich um die Verletzten kümmern, als plötzlich ein Terrorist auftaucht, sie ergreift und sich mit ihr wegteleportiert.
Die Besatzung der Enterprise findet keinerlei Hinweise auf Dr. Crushers Aufenthaltsort. Captain Picard vermutet, dass sie den Ansata als Druckmittel für ihre Forderungen dienen soll. Alexana Devos, die Sicherheitschefin des Planeten, ist unsicher, denn bisher haben die Ansata noch nie Geiseln genommen. Dr. Crushers Sohn Wesley will unbedingt etwas zur Befreiung seiner Mutter beitragen, daher untersucht er gemeinsam mit dem zweiten Offizier Data und Chefingenieur La Forge ein Gerät, das von dem Entführer zurückgelassen wurde. Ihnen ist zunächst unklar, worum es sich handelt, doch Wesley erinnert sich an eine wissenschaftliche Arbeit, die er gelesen hat, und kommt auf die Idee, dass es sich um eine Transportvorrichtung handelt, die auf dem Prinzip der Dimensionsverschiebung beruht. Data gibt zu bedenken, dass die Forschung an dieser Technik vor langer Zeit eingestellt wurde, da sie sich als nicht sicher erwies und schwere körperliche Schäden verursacht. Picard hält Wesleys Idee jedoch für plausibel und ihm ist jetzt auch klar, warum die Ansata eine Ärztin entführt haben.
Dr. Crusher findet sich in einem Höhlensystem wieder und macht dort die Bekanntschaft von Kyril Finn, dem Anführer der Ansata. Er führt sie in einen Raum mit mehreren Leuten, die durch die häufige Benutzung der Transportvorrichtung schwer erkrankt sind. Dr. Crusher kann sie mit den zur Verfügung stehenden Mitteln aber nicht heilen, sondern nur ihr Leiden lindern.
Devos lässt Verdächtige verhören. Will Riker, der erste Offizier der Enterprise, beobachtet sie zunächst dabei, entscheidet dann aber, eigenmächtig zu handeln. Ein Bote soll zu den Entführern gehen und ihnen mitteilen, dass man bereit sei, über die Freilassung von Dr. Crusher zu verhandeln. Finn hält das jedoch für einen Trick und glaubt, die Föderation habe sich jetzt mit der Regierung von Rutia IV verbündet. Er will Dr. Crusher erst gehen lassen, wenn für seine kranken Gefährten eine Heilung gefunden wurde. Um der Föderation seine Macht zu demonstrieren, will er die Enterprise zerstören. Mehrere Terroristen teleportieren sich an Bord und bringen eine Bombe am Warpkern an. La Forge gelingt es in letzter Sekunde, sie zu entfernen und ins All zu beamen. Doch kurz darauf tauchen weitere Terroristen auf der Brücke des Schiffs auf und entführen Picard.
Wesley wertet die Sensorendaten zu den Dimensionssprüngen aus und stellt fest, dass nur noch ein weiterer Messwert fehlt, um das Versteck der Terroristen lokalisieren zu können. Picard wird zu Dr. Crusher gebracht. Er versucht Finn davon zu überzeugen, dass es Wahnsinn wäre, die Föderation in den Konflikt hineinzuziehen, doch Finn meint, die Föderation wäre längst beteiligt und würde sich hinter ihrer angeblichen Neutralität nur verstecken. Schließlich teleportiert er sich auf die Enterprise und überbringt persönlich seine Forderungen: Die Föderation soll ein Embargo über Rutia IV verhängen, das so lange dauern soll, bis die Regierung Verhandlungen mit den Ansata zustimmt, bei denen die Föderation als Vermittler auftreten soll.
Finns Besuch liefert Wesley die letzten benötigten Messdaten. Als Versteck der Terroristen kann ein Höhlensystem ohne Zugang zur Planetenoberfläche ausgemacht werden. Ein Außenteam dringt gemeinsam mit rutianischen Sicherheitsleuten in das Höhlensystem vor und befreit die Geiseln. Dabei wird Finn von Devos getötet. Riker hält seine Tötung für unnötig, doch Devos meint, eine Gefangennahme hätte weitere gewaltsame Befreiungsaktionen seiner Anhänger zur Folge. Sein Tod wird hingegen zumindest kurzfristig für weniger Gewalttaten sorgen. Plötzlich ergreift ein Junge eine Waffe und richtet sie auf Devos. Dr. Crusher fleht verzweifelt um ein Ende der Gewalt. Der Junge hat schließlich ein Einsehen und lässt die Waffe sinken.

## Besonderheiten

### Verbindungen zu anderen Star-Trek-Produktionen
Die Rutianer werden in Folge 5.08 (Wiedervereinigung? Teil II) von Raumschiff Enterprise – Das nächste Jahrhundert aus dem Jahr 1991 noch einmal erwähnt.

### Besonderheiten der deutschen Synchronfassung
Als Picard zu Beginn der Folge den Transporterraum anweist, das Hochbeamen des Außenteams vorzubereiten, richtet er in der deutschen Synchronfassung seine Worte an Miles O’Brien (Colm Meaney), der hier aber gar nicht mitspielt. Im englischen Original nennt Picard keinen Namen. Der Transporterchief wird von einer unbekannten Person gesprochen.

### Sonstiges
Data nennt hier die Wiedervereinigung Irlands im Jahr 2024 als ein Beispiel für einen erfolgreichen politischen Wandel, der durch Terrorismus erzwungen wurde. Aufgrund dieser heiklen Aussage wurde Terror auf Rutia-Vier von der irischen Rundfunkgesellschaft RTÉ bislang nicht ausgestrahlt. Im Vereinigten Königreich wurde die Folge von der BBC zunächst ebenfalls übergangen. Hier war die Folge erstmals am 29. November 1992 auf dem Pay-TV-Sender Sky One in einer geschnittenen Version zu sehen, in der die umstrittene Passage entfernt wurde. Eine ungeschnittene Version wurde erstmals im Mai 2006 ebenfalls auf Sky One und im Free-TV am 29. September 2007 auf BBC Two gezeigt.

## Produktion

### Drehbuch und Regie
Terror auf Rutia-Vier war die erste Star-Trek-Folge, die sowohl von einer Frau geschrieben als auch von einer Regisseurin inszeniert wurde.
Melinda Snodgrass hatte eigentlich vor, eine Geschichte zu schreiben, die durch den Amerikanischen Unabhängigkeitskrieg inspiriert sein sollte. Die Romulaner hätten darin die Rolle der Franzosen übernehmen sollen, die Revolutionären dabei helfen, den Planeten Rutia IV aus seinem Bündnis mit der Föderation zu lösen. Picard hätte zunächst die Rolle eines Charles Cornwallis eingenommen und versucht, das zu verhindern, doch dann hätte er erkennen sollen, dass er eigentlich auf der Seite der Unterdrücker steht. Snodgrass wurde allerdings gebeten, die Geschichte so umzuschreiben, dass sie eher einen Kommentar zum Nordirlandkonflikt als zum Unabhängigkeitskrieg darstellt. Snodgrass war mit dieser Änderung sehr unzufrieden und auch mehrere ihrer Kollegen im Autoren- und Produktionsteam der Serie waren vom Endergebnis wenig begeistert.

### Kulissen
Die grauen Abschnitte des Teppichs auf der Brücke der Enterprise weisen ab dieser Folge einen dunkleren Farbton auf.

## Rezeption
Keith DeCandido bewertete Terror auf Rutia-Vier 2011 auf tor.com als eine gute Folge von Raumschiff Enterprise – Das nächste Jahrhundert, die mit ihrer Figurenzeichnung dem Thema Terrorismus und dem, was er mit Menschen macht, durchaus gerecht wird.